# Unterseeboot 317
Le Unterseeboot 317 (ou U-317) est un sous-marin allemand (U-Boot) de type VII.C/41 utilisé par la Kriegsmarine (marine de guerre allemande) pendant la Seconde Guerre mondiale.

## Construction
L'U-317 est un sous-marin océanique de type type VII.C/41. Construit dans les chantiers de Flender Werke AG à Lübeck, la quille du U-317 est posée le 12 septembre 1942 et il est lancé le 1er septembre 1943. L'U-317 entre en service 1,5 mois plus tard.

## Historique
Mis en service le 23 octobre 1943, l'Unterseeboot 317 reçoit sa formation de initiale à Stettin dans la 4. Unterseebootsflottille jusqu'au 31 mai 1944, puis l'U-317 rejoint son unité de combat au sein de la 9. Unterseebootsflottille à la base sous-marine de Brest, qu'il n'atteint jamais.
L'U-317 effectue deux patrouilles, toutes sous les ordres de l'Oberleutnant zur See Peter Rahlf, dans lesquelles il n'a ni coulé, ni endommagé de navire ennemi au cours de ses neuf jours en mer.
Il réalise sa première patrouille en quittant Kiel le 31 mai 1944. Après 3 jours en mer, il arrive à Egersund le 2 juin 1944.
Pour sa seconde patrouille, il appareille du port d'Egersund le 21 juin 1944. Après dix jours en mer, l'U-317 est coulé le 26 juin 1944 dans l'Atlantique Nord au nord-est des Îles Shetland à la position géographique de 62° 03′ N, 1° 45′ E par des charges de profondeur lancées d'un bombardier Consolidated B-24 Liberator britannique (Squadron 86/N). 
Les 50 membres d'équipage meurent dans cette attaque.

## Affectations successives
- 4. Unterseebootsflottille à Stettin du 23 octobre 1943 au 31 mai 1944 (entrainement)
- 9. Unterseebootsflottille à Brest du 1er au 26 juin 1944 (service actif)

## Commandement
- Oberleutnant zur See Peter Rahlf du 23 octobre 1943 au 26 juin 1944

## Patrouilles
|       | Commandant        | Départ       | Départ   | Arrivée      | Arrivée  | Jours   | Succès |
| ----- | ----------------- | ------------ | -------- | ------------ | -------- | ------- | ------ |
| 1     | Oblt. Peter Rahlf | 31 mai 1944  | Kiel     | 2 juin 1944  | Egersund | 3 jours |        |
| 2     | Oblt. Peter Rahlf | 21 juin 1944 | Egersund | 26 juin 1944 | Coulé    | 6 jours |        |
| Total | Total             | Total        | Total    | Total        | Total    | 9 jours | 0 t    |

Note : Oblt. = Oberleutnant zur See

### Opérations Wolfpack
L'U-317 n'a pas opéré avec les Wolfpacks (meute de loups) durant sa carrière opérationnelle.

## Navires coulés
L'Unterseeboot 317 n'a ni coulé, ni endommagé de navire ennemi au cours des 2 patrouilles (9 jours en mer) qu'il effectua.

### Source et bibliographie
- (en) Cet article est partiellement ou en totalité issu de l’article de Wikipédia en anglais intitulé « German submarine U-317 » (voir la liste des auteurs).
- Chris Bishop, historien militaire (trad. de l'anglais par Christian Muguet), Les sous-marins de la Kriegsmarine : 1939-1945 : le guide d'identification des sous-marins [« The spellmount submarine identification guide : Kriegsmarine U-boats 1939-1945 »], Paris, Éd. de Lodi, 2008, 192 p. (ISBN 978-2-84690-327-1, OCLC 470721805, BNF 41298980)